# Malurus coronatus
Malurus coronatus là một loài chim trong họ Maluridae.